# Barajul Mtera
Barajul Mtera este situat în Tanzania. Este cel mai mare baraj din țară și a fost construit în anul 1979 pe râul Great Ruaha pentru producerea energiei electrice și pentru a regulariza apele în aval de barajul Kidatu. Hidrocentrala are o putere instalată de 80 MW.